# 木島孝之
木島 孝之（きじま たかし）は、日本の建築史家。九州大学大学院人間環境学研究院都市・建築学部門計画環境系助教。専門は、日本建築史・日本城郭史。博士（工学）。博士論文の題は「近世初頭西南地域における本城・支城の縄張り構造」。
熊本大学工学部建築学科卒業、同大学院修士課程修了、九州大学大学院博士課程修了。北九州市文化財保護審議委員、宗像市文化財保護審議委員などを務める。

## 著書
- 『城郭の縄張り構造と大名権力』（九州大学出版会、2001年）